# Лужњак
Лужњак или храст лужњак (лат. Quercus robur) је врста високог листопадно дрвета из рода храстова. Народни називи за храст лужњак су и дуб, гњилец, лужник, рани храст, рошњак, грм.

## Распрострањеност
Лужњак је врло распрострањена европска врста. Ареал му се простире од Атлантског океана на западу, до Урала, Кавказа и Каспијског језера на истоку. На север се протеже до Шкотске и Скандинавије (63° с.г.ш.), а на југ до севера Иберијског полуострва, Апенинског и Балканског полуострва. За разлику од китњака има га и у областима са континенталном климом.

## Изглед
Храст лужњак може достићи висину и до 50 м, са стаблом пречника око 2,5 м (забележена су стабла пречника и до 6 м). То је дуговечно дрво које може да дочека старост и до 2.000 година.
Крошња је широка, неправилна и добро разграната, са јаким, кривим и неправилним, коленасто савијеним гранама. Кора је у младости глатка, а са старошћу постаје дебела (и до преко 10 центиметара), сивосмеђе боје и уздужно испуцала дубљим (до 3–4 cm), а попречно плитким браздама. Младе гранчице су голе или врло брзо оголе. Више или мање угласте.
Коренов систем му је јако развијен. У младости развија жилу срчаницу (централни корен), која продире у дубину по неколико метара. Касније се развијају бочни корени у ширину. Образује ектотрофну микоризу, па тако тартуфи најбоље расту у симбиози са корењем храста китњака и лужњака.
Пупољци су јајастог, округластог, полутупог, већином петоугластог облика. Покривени су бројним, голим, спирално распоређеним љускама светлосмеђе боје. Листови су прости, наизменично распоређени на грани. Зељасти су, ређе мало кожасти, обрнуто јајасти, на врху тупи, заобљени или угнути, асиметричне основе. Млади листови слабо длакави али брзо оголе. С лица су тамнозелени и сјајни, с наличја светлији. Обод листа широко урезан са 4-5 (ређе до 8) асиметричних, тупих и округластих режњева. Петељка доста дебела, гола, дуга 3–5 mm (ређе и до 10 mm).
Цветови су једнополни; мушке ресе су висеће, дуге 2–5 cm. Женски цветови скупљени су до 5 заједно, на дугим дршкама. Цвета заједно са листањем, априла-маја. Плод је жир, по величини и облику варијабилан. Обично је издужено јајаст, дуг 2–4 cm, светлосмеђе боје. На свежем жиру лако се уочавају тамније уздужне пруге. Купула ("капица") покрива 1/3 до 1/2 жира. Љуспе на купули су размакнуте, широке и слабо маљаве. има их мање него код китњака. Жир виси на 3–7 cm дугој петељци. Сазрева у септембру и октобру. Размножава се генеративно семеном и вегетативно калемљењем (нарочито украсне форме).
- Листови
- Кора
- Мушке цветне ресе
- Плод - жир

## Станиште
Храст лужњак не иде високо као китњак, али у појединим деловима ареала досеже 1100 (у Апенинима) до 1200 м н.в. (у Пиринејима) па и више (у Централним Алпима). Има дуг вегетациони период. расте обично у равницама и долинама. Захтева дубока, глиновита или песковита, плодна, свежа и влажна земљишта. Расте и на земљиштима која на површини нису плодна, али у дубљим слојевима садрже довољно хранљивих материја и воде. Теже подноси кисела земљишта, али може да поднесе извесну концентрацију соли. Зато га има и на слатинама и у степским подручјима на чернозему. Подноси повремена плављења и висок ниво подземних вода. Не успева на плитком и сувом земљишту. Зато су његова станишта претежно на алувијалним земљиштима, низијским или благо брежуљкастим теренима. Осетљив је на касне мразеве, али подноси високе температуре. Отпоран је према ветру и диму.

### Шуме лужњака у Србији
У Србији храст лужњак покрива површину од укупно 32.400 ха. Установљене су две семенске регије. Посавско-подунавска регија храста лужњака која обухвата подручје Војводине, околину Београда, Обреновца, као и шуме у сливу Дунава на подручју Смедерева, Пожаревца и Великог Градишта. Друга семенска регија обухвата средишњу Србију у којој храст лужњак расте у долинама река, највише око Мораве и њених притока. Највеће површине под шумама храста лужњака налазе се у Срему. Низијске шуме лужњака у доњем току реке Саве у Срему изложене су негативним утицајима, како природних, тако и антропогених фактора. Значај воде као еколошког фактора, како биоценозе, тако и биотопa, огледа се у обликовању низијских шума чијим променама се нарушава еколошка равнотежа и њихова стабилност.
Подврста лужњака степски лужњак (Quercus robur L. subsp. pedunculiflora (K. Koch) Menitsky) налази се на листи заштићених биљних врста у Републици Србији.

## Употреба

### Дрвна индустрија
Дрво храста лужњака по својим естетским, физичким, механичким, технолошким и употребним својстима представља еталон квалитета дрвета. Због изузетног квалитета дрвне грађе храст лужњак добио је међународну карактеристику славонска храстовина: дрво му је фино, подједнако уских правилних годова, златно жуте боје, лепо, трајно и лако за обраду. Под овим појмом се не подразумева географско порекло, већ храстово дрво са равномерно низаним прстеновима прираста ширине око 2,0 mm, одређене боје, текстуре, сјаја, густине, чврстоће и трајности на високом квалитативном нивоу. Познато је да дрво храста има велику трајност под водом и у земљи.
Користи се за различите сврхе: као грађевинско дрво, за железничке прагове, греде и стубове. У унутрашњем уређењу, од храстовине се израђују различите врсте подних облога, израђују се степенице и намјештај. Висококвалитетна храстовина се користи за израду фурнира, а од ње се израђују и бурад. Дрво храста лужњака било је на цени и у прошлости, не само због свог квалитета, већ и због одређене закривљености у грађи, погодне за израду закривљених делова брода. Познато је да се, осим за бродоградњу, ово дрво у Млетачкој републици користило за изградњу Венеције. Од трупаца храста лужњака израђивани су шипови који су се забијали у муљевито тло и на њима су подигнуте чувене грађевине којима се данас дивимо. Храст лужњак има још једну значајну особину. Његово дрво које проведе извесно време у земљи, било да је ту доспело услед природних дешавања или услед намерног модификовања од стране човека, поприма тамнију боју, хомогенизује структуру и постаје цењено у уметничком изражавању, посебно у резбарству.

### Жир као храна
Познато је да је у доба владавине Кнеза Милоша Обреновића "жирење свиња" био један од најчешћих начина екстензивног това свиња у Србији, у храстовим и буковим шумама. Данас је оваква врста исхране нарочито популарна у органској пољопривреди.
Храстов жир употребљавао се и у људској исхрани од најдавнијих времена. Утврђено је да су се жирови лужњака и китњака користили у исхрани још у неолиту. Жир многих врста храстова, па тако и лужњака, богат је скробом, шећером, беланчевинама, мастима, смолом и танином. Јестивост жирова зависи управо од садржаја танина у њима. Велики садржај танина резултира горким укусом плодова и ограничава њихову употребу у људској исхрани. Китњак спада у врсте чији жир има мали садржај танина, а доста скроба. Жир и данас користе у исхрани поборници природне исхране, а може се користити печен попут питомог кестена, као пире, самлевен у брашно као додатак хлебу или пржен и млевен као замена за кафу. У Немачкој је и данас познат израз "жирова кафа" (Eichelkaffe).

### Употреба у медицини
Кора храста китњака и лужњака (Cortex Quercus) служи у медицини као средство за стезање, испирање и заустављање крварења. По потреби може се употребити и као антидот код тровања тешким металима. Прикупља се у рано пролеће, пре олиставања или у јесен, по опадању листа и то само сасвим глатка кора, са младих стабљика, летораста или грана.

### Храстове шуме
Храстове шуме станиште су на ком најбоље успевају тартуфи, што често може имати велики економски значај. Тартуфи најбоље расту у симбиози са корењем храста китњака и лужњака.

## Значај у озелењавању
Као и већина других храстова и Лужњак се користи у озелењавању на већим површинама, појединачно или у групама, али и у дрворедима на широким булеварима. Познат је већи број украсних форми ове врсте, међу којима су:
- Quercus robur ’Atropurpurea’ - спорорастућа форма ситних, тамно пурпурних листова,
- Quercus robur ’Concordia’ - жуте боје листова,
- Quercus robur ’Fastigiata’ - форма ваљкасте крошње чије су бочне гране усмерене ка врху,
- Quercus robur ’Pectinata’ - листови перасто дељени, усечени скоро до главног нерва,
- Quercus robur ’Pendula’ - форма широке крошње и висећих грана,
- Quercus robur ’Umbraculifera’ - форма правилне, округласте крошње.

- Quercus robur ’Concordia’
- Quercus robur ’Concordia’
- Quercus robur ’Fastigiata’
- Quercus robur ’Pectinata’

## Занимљивости
- Најстарије дрво у Београду је управо један храст лужњак - Храст лужњак на Цветном тргу, законом заштићен као споменик природе III категорије. Стар је око 200 година а остатак је некадашње храстово-јасенове шуме која се простирала од Цветног трга до Мањежа. Стабло је импресивних димензија, висине око 26 м и обима дебла 4,0 м. доброг је здравственог стања, а веће примарне гране у крошњи су стабилизоване и повезане металним сајлама и обујмицама.[16]
- Храст лужњак био је и Таковски грм, чувени храст под којим је подигнут Други српски устанак.
- Храст лужњак или чувени славонски храст добио је своје место и на хрватском новцу - грана лужњака налази се на наличју кованице од 5 липа.
- Храст лужњак био је и запис у Шаранима, посечен при изградњи коридора 11;[17][18] пречник крошње дрвета био је око 26–27 m, док је пречник само стабла био преко 2 метра, а старост му је процењена на око 600 година.

## Галерија
- Лист
- Quercus robur
- Q. robur
- Храст лужњак, Ниш